# Chiesa di San Giacomo Apostolo (Colfrancui)
La chiesa di San Giacomo Apostolo è la parrocchiale di Colfrancui, frazione di Oderzo (TV); è compresa nella diocesi di Vittorio Veneto.

## Storia
La prima citazione di una chiesa a Colfrancui si trova nella bolla papale di Lucio III Quoties a nobis petitur del 18 ottobre 1185. Si sa che questa chiesa, filiale della pieve di Oderzo, venne visitata nel 1474 dal vescovo di Ceneda Nicolò Trevisan. 

L'attuale parrocchiale è frutto di un rifacimento della vecchia condotto nel 1926 su progetto dell'architetto trevisano Luigi Candiani.
Il 20 dicembre 1947, sulla base delle secolari richieste della popolazione locale, il vescovo di Vittorio Veneto Giuseppe Zaffonato eresse la parrocchia di Colfrancui con territorio dismembrato da quelle di Oderzo e Lutrano.